# Luaty Beirão

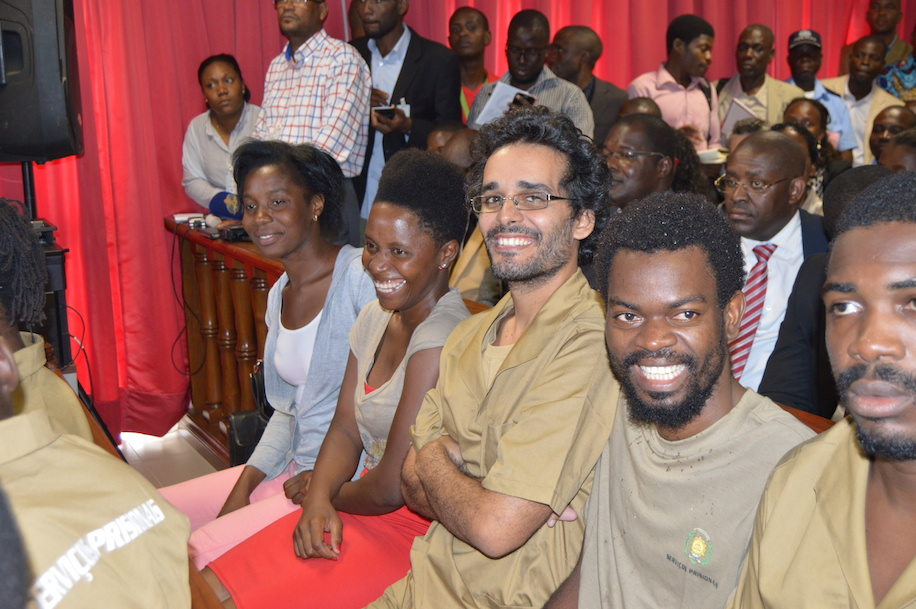
Vier der 16 festgenommenen Aktivistinnen und Aktivisten im Gerichtssaal (Luaty Beirão in der Bildmitte) am 16. November 2015

Henrique Luaty da Silva Beirão (* 19. November 1981 in Luanda, Angola), auch bekannt unter den Künstlernamen „Ikonoklasta“, „Brigadeiro Mata Frakus“ und „Nkwa Kobanza“, ist ein angolanisch-portugiesischer Hip-Hop-Musiker und Menschenrechtsaktivist.

## Leben

### Ausbildung
Luaty da Silva Beirão wuchs als Sohn einer mittelständischen, MPLA-treuen Familien auf, die bereits in dritter Generation in Angola lebte. Sein Vater – vom Volk der Huambo –, João Beirão, war hoher Funktionär innerhalb der MPLA und späterer Vorsitzender der Parteistiftung Fundação José Eduardo dos Santos (FESA). Seine Schulausbildung absolvierte Luaty Beirão in Portugal. Seinen ersten Bachelor of Science studierte Beirão in Plymouth, seinen zweiten Bachelor of Arts im Bereich Wirtschaftswissenschaften in Frankreich.

### Politisierung und Protest
Während seines Studiums im Ausland politisierte sich Beirão. Er selbst nennt die große Londoner Demonstration im Februar 2003 gegen den Irak-Krieg als Ausgangspunkt. Nach seinem Studium kehrte Beirão zurück nach Angola und widmete sich vor allem der Musik.
2011 entstand eine angolanische Protestbewegung gegen das Regime unter José Eduardo dos Santos. Die Bewegung wurde zerschlagen und zahlreiche Oppositionelle festgenommen. Beirão setzte seine Widerstandsarbeit fort und versuchte sowohl innerhalb Angolas wie auch in Portugal Aufmerksamkeit für die menschenrechtspolitische Lage in dem südafrikanischen Land zu erregen. Er klagte über Schikane seitens der angolanischen Regierungen, beispielsweise bei Grenzübertritten.

### Festnahme 2015 und Hungerstreik
Im Juni 2015 fand eine neue Welle von Festnahmen statt. Unter anderem wurde 15 Jugendliche und junge Erwachsene, darunter auch Beirão, zunächst ohne Begründung festgenommen. Diese hatte im kleinen Kreis das von der Regierung indizierte Werk Ferramentas para destruir o ditador e evitar nova ditadura — Filosofia política da libertação para Angola (zu Deutsch: Werkzeuge, um die Diktatur zu zerstören und eine neue zu verhindern – Politische Befreiungsphilosophie für Angola) von Domingos Cruz diskutiert. Das Werk basiert auf Von der Diktatur zur Demokratie. Ein Leitfaden für die Befreiung von Gene Sharp. Im September 2015 erhob die Staatsanwaltschaft Klage wegen eines geplanten Staatsstreiches. Um dagegen zu protestieren, traten die Gefangenen in einen Hungerstreik. Während die meisten nach drei Wochen aufgaben, verweigerte Beirão weiterhin jede Nahrungsaufnahme. Er befindet sich seitdem im Gefängniskrankenhaus São Paulo.
Gegen seine Festnahme protestierten zahlreiche Menschenrechtsorganisationen in und außerhalb Angolas, vor allem in Lissabon. Inzwischen gilt Luaty Beirão als Symbolfigur der angolanischen (zivilgesellschaftlichen) Opposition. Zahlreiche portugiesische und andere internationalen Medien griffen den Protest auf. Zwar besuchte ein portugiesischer Botschafter João da Câmara Beirão im Gefängnis, der portugiesische Außenminister Rui Machete (PSD) vermied es jedoch die angolanische Regierung zu kritisieren und die fragilen Beziehungen zwischen Portugal und Angola nicht zu gefährden. Gleichfalls verbat sich die angolanische Regierung jegliche Einmischung in innere Angelegenheiten. Die regierungstreue Tageszeitung Jornal de Angola bezeichnete den Besuch des Diplomaten dennoch als Teil eines „anti-angolanischen Kreuzzugs“.

### Privat
Luaty Beirão ist verheiratet und hat Kinder.